# The Wallflower (film 1914)
The Wallflower è un cortometraggio muto del 1914 diretto da Joseph Smiley.

## Produzione
Il film fu prodotto dalla Lubin Manufacturing Company.

## Distribuzione
Distribuito dalla General Film Company, il film - un cortometraggio in una bobina - uscì nelle sale USA il 12 maggio 1914.